# Herrainmäki
Herrainmäki est une colline et un parc du quartier de Tampella à Tampere en Finlande.

## Présentation
Herrainmäki est le point culminant du centre de Tampere et fait partie du paysage industriel national de Tammerkoski,,.
Herrainmäki est bordée par une zone d'immeubles résidentiels modernes.
Des escaliers mènent à la colline depuis la place Pellavantori de Tampella.

## Flore
Le parc Herrainmäki abrite des arbres et des fleurs sauvages ainsi que des pommiers et des plantes traditionnelles préservés des jardins des anciens bâtiments résidentiels.
Le sentier naturel de Tammerkoski, achevé en 2016, traverse le parc,,.

## Bâtiments
Sur Herrainmäki, il y a cinq villas qui ont été construites dans les années 1860 et 1960.
Elles ont été à l'origine utilisées par des ingénieurs et des directeurs de l'entreprise Tampella.
| Bâtiment       | Image | Const.     | Architecte      | Adresse             |
| -------------- | ----- | ---------- | --------------- | ------------------- |
| Villa Ryselin  |       | 1899       | Evert Helin     | Lavoniuksenraitti 1 |
| Villa Lavonius |       | 1901       | Birger Federley | Lavoniuksenraitti 5 |
| Villa Nykopp   |       | 1963       | Jaakko Tähtinen | Herrainmäenkuja 3   |
| Villa Sakari   |       | 1860 –1890 | inconnu         | Herrainmäenkuja 2   |
| Villa Sandsund |       | 1912       | Birger Federley | Herrainmäenkuja 4   |

## Biographie
- (fi) Niemelä, Jari, Tamperelaisen Tiedon Portaat. Tampereen asiat aasta yyhyn, Tampere, Tampere-Seura, 2008 (ISBN 978-952-5558-05-0)